# Амарантов, Борис Георгиевич
Бори́с Гео́ргиевич Амара́нтов (19 сентября 1940, Москва — 3 марта 1987, там же) — советский артист оригинального жанра, актёр и режиссёр. Лауреат многих международных конкурсов и фестивалей.

## Биография
Родился 19 сентября 1940 года в семье династического священника.
Неоднократно поступал в Государственное училище циркового и эстрадного искусства (ГУЦЭИ) в Москве, и только на шестой раз поступление удалось. Молодого кандидата поддержал известный клоун-мим Леонид Енгибаров, входивший в состав приёмной комиссии.
В 1962 году Борис выпустился из ГУЦЭИ с номером «Ке-ля-ля» (на музыку песни неап. Chella llà — «Эта девушка» в исполнении Ренато Карозоне), который поставил ему Сергей Каштелян. С этим номером он выступил в «Голубом огоньке» и снялся в фильме «Попутного ветра, „Синяя птица“».
В том же году Амарантов стал лауреатом VIII Всемирного фестиваля молодёжи и студентов в Хельсинки, произведя настоящий фурор с очень актуальной для того времени миниатюрой «Берегите мир» («Атомщик доигрался») — предупреждением угрозы перерастания холодной войны в ядерный кошмар. Номер был основан на сочетании и противопоставлении двух музыкальных фрагментов — лирической песни «Топ, топ, топает малыш» в исполнении Тамары Миансаровой и композиции в стиле рокабилли под названием «I Want You to Be My Baby», исполненной американской певицей Лиллиан Бриггс.
Вскоре Борис Амарантов создаёт собственный театр пантомимы, где рождается спектакль «Чудеса в саквояже», поставленный Григорием Чухраем, Марком Донским и самим Б. Амарантовым. Спектакль имел большой успех.
В дальнейшем Б. Амарантов стал жертвой происков советской бюрократической машины: вследствие интриг со стороны высокопоставленных чиновников Министерства культуры РСФСР его театр неоднократно закрывался, а после восстановления из него был уволен сам Б. Амарантов.
Потеряв работу по профессии, был вынужден зарабатывать на жизнь, служа ночным сторожем. В июле 1975 года написал письмо в Президиум Верховного Совета СССР с заявлением об отказе от советского гражданства и требованием предоставить ему право выезда из СССР на Запад.
В августе 1977 года эмигрировал из СССР, в ноябре прибыл в США. Вопреки надеждам, карьера актёра у Б. Амарантова в США не сложилась. Он перебрался во Францию, где посещал занятия в школе пантомимы Марселя Марсо.
Вернувшись в СССР в начале перестройки и надеясь снова заняться режиссурой, Борис Амарантов погиб при невыясненных обстоятельствах 3 марта 1987 года. Похоронен на Востряковском кладбище (129 участок).

## Фильмография
- 1965 — На завтрашней улице — Борис Амарантов, мим
- 1967 — Попутного ветра, «Синяя птица» (СССР, Югославия) — Лоримур
- 1970 — Любовь к трём апельсинам (СССР, Болгария) — Тартальо, принц
- 1974 — Большой аттракцион — мим